# Liste d'enseignants et de chercheurs à l'École polytechnique

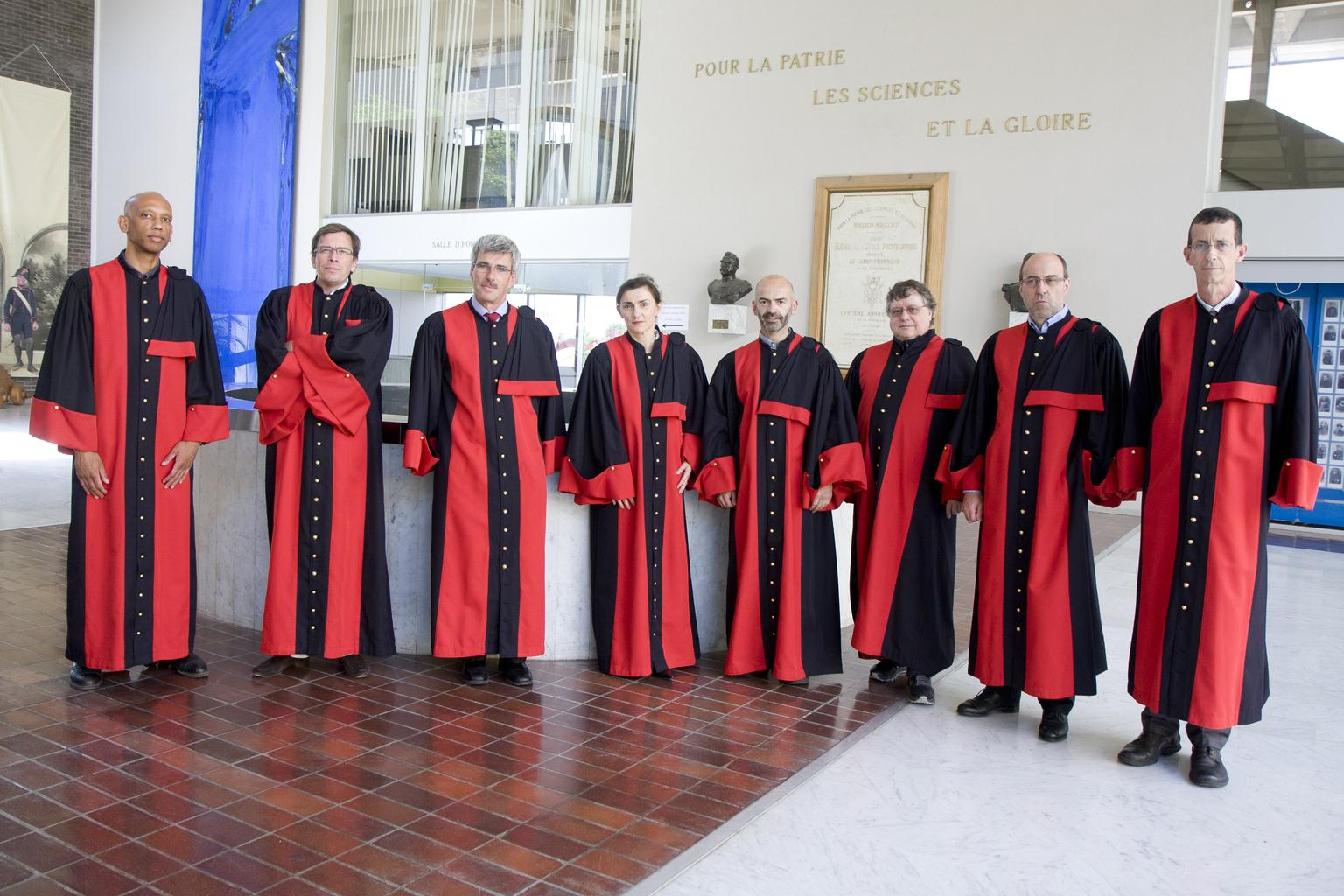
Professeurs de l'École polytechnique.

Cette liste d'enseignants et de chercheurs à l'École polytechnique regroupe le personnel enseignant, les chercheurs et examinateurs de l'École, anciens ou actuels, s'étant illustrés dans des domaines particuliers.
Aujourd'hui, les enseignants-chercheurs occupent l'une des catégories d'emplois suivantes : professeur (définit les enseignements et assure les cours magistraux), professeur associé (assure les cours d'approfondissement), professeur chargé de cours (assure les cours d'application), maître de conférences (encadre des groupes d'élèves et anime des séminaires) ou chargé d'enseignement (encadre les travaux pratiques, expérimentaux ou informatiques). Auparavant la catégorie de répétiteur existait. Chaque professeur était en effet assisté d'un répétiteur, certains devenant professeurs par la suite.
Dès sa création, l'École dispose des plus éminents professeurs de l'époque : Ampère, Fourier, Monge. Cauchy (X 1805) et Becquerel (X 1872, prix Nobel de Physique) donnèrent aussi des cours à l'École. Laurent Schwartz, lauréat de la médaille Fields, y fut professeur de 1959 à 1980 et Pierre-Louis Lions, autre médaille Fields, y enseigne les mathématiques appliquées depuis 1992.

## Professeurs
Sont classés ici les professeurs (appelées instituteurs à la création de l'École) selon la matière qu'ils enseignaient ou le département dont ils dépendaient.

### Mathématiques
- Gaspard Monge, de 1794 à 1810
- Joseph-Louis Lagrange, de 1797 à 1813
- André-Marie Ampère, de 1809 à 1828
- François Arago, de 1810 à 1830
- Jean Combes, de 1972 à 1984
- Augustin Louis Cauchy (X1805), de 1815 à 1829[3]
- Joseph Liouville (X1825), de 1838 à 1850
- Charles Sturm de 1838 à 1855
- Jean-Marie Duhamel de 1830 à 1869
- Joseph Bertrand de 1856 à 1900
- Charles Hermite, de 1869 à 1876
- Camille Jordan de 1876 à 1912
- Georges Humbert de 1895 à 1921
- Jacques Hadamard de 1912 à 1937
- Paul Lévy (X1904), de 1920 à 1940 puis de 1945 à 1959
- Jacques Chapelon de 1937 à 1954
- Jean Favard de 1954 à 1965
- Laurent Schwartz, de 1959 à 1980
- Gustave Choquet de 1965 à 1969
- Jacques-Louis Lions, de 1966 à 1986
- Jacques Neveu des années 1970 à 1997
- Alain Guichardet, de 1976 à 1996
- Michel Demazure, de 1976 à 1999
- Charles Goulaouic, de 1977 à 1984
- Jean-Michel Bony, de 1986 à 2007
- Jean-Pierre Bourguignon (X1966), depuis 1986
- François Laudenbach (X1963), de 1992 à 2000
- Pierre-Louis Lions, depuis 1992
- Nicole El Karoui, de 1993 à 2008
- Gilles Lebeau, de 1997 à 2002
- Claude Viterbo, de 2000 à 2011
- Pierre Colmez, de 2006 à 2010

### Mécanique
- Joseph-Louis Lagrange de 1794 à 1799[7],
- Joseph Fourier de 1795 à 1797[7],
- Jean Guillaume Garnier de 1798 à 1801[7],[8],
- Sylvestre-François Lacroix de 1799 à 1808[7],
- Siméon Denis Poisson (X1798) de 1802 à 1814[7],
- André-Marie Ampère de 1816 à 1828[7],
- Claude-Louis Mathieu (X1803) de 1828 à 1832[7],
- Henri Navier (X1802) de 1833 à 1836[7],
- Jean-Marie Duhamel (X1814) de 1836 à 1843[7],
- Charles Sturm de 1840 à 1855[7],
- Charles-Eugène Delaunay (X1834) de 1851 à 1871[7],
- Jean-Baptiste Charles Bélanger (X1808) de 1851 à 1860[7],
- Edmond Bour (X1850) de 1861 à 1866[7],
- Édouard Phillips (X1840) de 1866 à 1879[7],[9],
- Aimé-Henry Résal (X1847) de 1872 à 1895[7],
- Jacques Antoine Charles Bresse (X1841) de 1880 à 1883[7],
- Émile Sarrau (X1857) de 1884 à 1903[7],
- Henry Léauté (X1866) de 1895 à 1904[7],[10],
- Léon Lecornu (X1872) de 1904 à 1927[7],
- Paul Painlevé de 1905 à 1933[7],
- Émile Jouguet (X1889) de 1927 à 1941[7],
- Charles Platrier (X1903) de 1933 à 1952[7],[11],
- Henri Béghin de 1941 à 1948[7],
- Maurice Roy (X1917) de 1948 à 1969[7],[12],
- Jean Mandel (X1926) de 1952 à 1973[7],
- Jacques Bouttes (X1952) de 1973 à 1990[7],
- Paul Germain de 1973 à 1985[7],
- André Robert (X1955) de 1973 à 1982[7],
- Jean Salençon (X1959) de 1982 à 2005[7],
- Louis Brun (X1956) de 1984 à 1997[7],
- Patrick Huerre de 1989 à aujourd'hui[7],[13],
- André Zaoui de 1990 à 2004[14],
- Keith Moffatt de 1992 à 1999[7],
- Patrick Le Tallec (X1973) de 1993 à aujourd'hui[7],
- Dominique Barthès-Biésel de 1997 à 2011,
- John Willis de 1999 à 2004[14],
- Javier Jiménez de 1999 à 2005[14],
- Hervé Le Treut de 2002 à aujourd'hui,
- Pedro Ponte Castañeda de 2003 à 2008[14],
- Pierre Suquet de 2001 à 2008[14],
- David Quéré de 2006 à aujourd'hui,
- Emmanuel de Langre (X1978) de 2009 à aujourd'hui,
- Jean-Jacques Marigo de 2009 à aujourd'hui[15]
- Nicolas Triantafyllidis de 2009 à aujourd'hui[16],
- Laurent Jacquin de 2010 à 2024[17],
- Jean-Marc Chomaz de 2010 à aujourd'hui.

### Géodésie, topographie, machines, arithmétique sociale
- François Arago (X1803), de 1816 à 1830
- Félix Savary (X1815), de 1832 à 1841
- Michel Chasles (X1812), de 1841 à 1851
- Hervé Faye (X1832), de 1852 à 1854

### Astronomie et géodésie puis astrophysique
- Hervé Faye (X1832), de 1854 à 1855 et de 1873 à 1893[7],
- Paul-Michel Hossard (X1817) de 1855 à 1856[7],
- Aimé Laussedat (X1838), professeur d'astronomie de 1856 à 1871[7],
- Charles-Eugène Delaunay (X1834) de 1871 à 1872[7],
- Octave Callandreau (X1878) de 1893 à 1904[7],
- Henri Poincaré (X1873), de 1904 à 1908[7],
- Robert Bourgeois (X1876), professeur d'astronomie et de géodésie de 1908 à 1929[7],
- Georges Perrier (X1892), professeur de géodésie et d'astronomie de 1929 à 1942[7],[18],
- Pierre Humbert (X1910) de 1942 à 1945[7],
- Pierre Tardi de 1945 à 1968[7].

### Physique
- Henri Becquerel (X1872), de 1895 à 1908
- Charles Fabry (X1885), de 1927 à 1935
- Louis Leprince-Ringuet (X1920), de 1936 à 1969
- Bernard Gregory (X1938), de 1958 à 1964
- Serge Haroche, de 1973 à 1984
- Marc Mézard, depuis 1987
- Alain Aspect, depuis 1994
- Gérard Mourou, depuis 2005

### Chimie
- Antoine-François Fourcroy, de 1794 à 1809
- Louis-Joseph Gay-Lussac (X1797), de 1809 à 1840
- Jean-Yves Lallemand, de 1991 à 2008
- Samir Zard, depuis 1986

### Humanités et sciences sociales
- Antoine Compagnon (X1970), de 1978 à 1985
- Jean-Marie Domenach, de 1980 à 1987
- Alain Finkielkraut, de 1988[19] à 2014
- Jean-Pierre Dupuy (X1960), de 1992 à 2006
- Thierry de Montbrial (X1963), de 1996 à 2008
- Karol Beffa, de 2003 à 2009
- Monique Canto-Sperber, de 2006 à 2010
- Jean Petitot, de 2006 à 2009
- Yves Boyer, depuis 2008
- Yves Frégnac, depuis 2009
- Michaël Fœssel, depuis 2014

### Histoire et littérature
- François Andrieux, de 1804 à 1815[7],
- Louis-Aimé Martin, de 1816 à 1830[7],
- Antoine-Vincent Arnault, de 1831 à 1834[7],
- Paul-François Dubois, de 1834 à 1848[7],
- Eugène Rosseeuw Saint-Hilaire, de 1849 à 1852[7],
- Ernest Havet, de 1852 à 1862[7],
- Victor Duruy, de 1862 à 1870[20],[7],
- Louis de Loménie, de 1862 à 1878[7],
- Jules Zeller, de 1863 à 1887[7],
- François-Tommy Perrens, de 1879 à 1891[7],
- Georges Duruy, de 1892 à 1918[7],
- Georges Lacour-Gayet, de 1919 à 1929[7],
- Paul Tuffrau, de 1928 à 1958[7],
- Charles Morazé, de 1958 à 1978[7].

### Économie politique et sociale puis sciences économiques
- Eugène Fournière, de 1904 à 1914, cours d'économie sociale[21]
- Clément Colson (X 1873), de 1914 à 1929, cours d'économie politique selon la théorie libérale[21]
- François Divisia (X 1909), de 1929 à 1959, économétrie, économie statistique[21]
- Jacques Attali (X1963), de 1968 à 1985
- Jacques Dumontier, de 1959 à 1973, cours de sciences économiques[21],[22]
- Thierry de Montbrial (X1963), de 1974 à 1996
- Lionel Stoléru (X1956), de 1974 à 1988
- Gérard Worms, de 1974 à 1984
- Claude Henry, de 1977 à 1999[23]
- Jean Peyrelevade (X1958), de 1986 à 1994[24]
- Pierre-Alain Muet, de 1989 à 2004[25]
- Jean-Michel Grandmont, de 1992 à 2004[26]
- Guy Laroque (X1965), de 1992 à 2004[27]
- Patrick Artus (X1970), de 1996 à 2011
- Jacques Crémer, de 1996 à 2003[28]
- Jean-Pierre Ponssard (X1966), depuis 1996
- Pierre Picard, depuis 2000
- Patrick Rey, depuis 2003[29]
- Bernard Salanié (X1981), de 2004 à 2007[30]
- Léonard Moulin, de 2006 à 2007
- Pierre Cahuc, depuis 2007
- Francis Bloch, depuis 2008
- Alfred Galichon, 2011-2012[31]

### Dessin
- François-Marie Neveu, de 1794 à 1808[7],
- François-André Vincent, de 1809 à 1815[7],
- Jean-Baptiste Regnault, de 1816 à 1822[7],
- Pierre-Jérôme Lordon, de 1828 à 1838[32],
- Nicolas-Toussaint Charlet, de 1838 à 1845[7],
- Léon Cogniet, de 1846 à 1861[7],
- Adolphe Yvon, de 1881 à 1886[7],
- Eugène Guillaume, de 1887 à 1896[7],
- Alfred-Henri Bramtot, avant 1895[33],
- Paul-Alfred Colin, de 1897 à date inconnue[7],
- Maurice Eliot, à partir de 1901,
- Paul Albert Laurens, de 1919 à 1934[7],
- Georges Paul Leroux, de 1935 à 1947[7],
- Bonnier, de 1947 à 1952[7],
- Pierre Jérôme, de 1948 à 1953[7],
- Bersier, de 1953 à 1955[7],
- Jacques Derrey, de 1956 à 1973,
- Julien, de 1956 à 1958[7],
- Lucien Fontanarosa, de 1958 à 1972[7].

### Peinture
- Yves Trévédy, de 1973 à 1981[7].

### Travaux publics
- Jacques-Élie Lamblardie, de 1794 à 1797[7],
- Joseph Mathieu Sganzin, de 1798 à 1816[7].

### Art militaire
- Marie-Charles Duhays, de 1805 à 1816[7],
- Idelphonse Favé (X1830), de 1851 à 1866 et de 1876 à 1881[7],
- Jacques Philippe Henri Usquin (X1835), de 1866 à 1875[7],
- Alfred Philippe Delambre (X1853), de 1883 à 1885[7],
- Richard (X1875), de 1883 à 1889[7],[Note 1].

### Fortification
- Jacques David Martin de Campredon, de 1794 à 1795[7],
- Alexandre-Magnus d'Obenheim, de 1794 à 1795[7],[34]
- François Catoire, de 1796 à 1797[7],
- Jean Honoré Say, dit Horace Say, de 1795 à 1797[7],
- Simon François Gay de Vernon, de 1798 à 1804[7],
- Marie-Charles Duhays, de 1805 à 1832[7].

### Architecture
- Delorme, de 1794 à 1795[7],
- Louis-Pierre Baltard, de 1794 à 1797[7],
- Antoine-François Lomet, de 1795 à 1797[7],[35],
- Jean-Nicolas-Louis Durand, de 1797 à 1834[7],
- Martin-Pierre Gauthier, de 1834 à 1836[7],
- Léonce Reynaud (X1821), de 1837 à 1867[7],
- Ferdinand de Dartein (X1855), de 1867 à 1910[7],
- Gustave Umbdenstock, de 1919 à 1937[7],
- Patrice Bonnet, de 1936 à 1948[7],
- Antoine Georges Lucien Tourry (X1924), de 1946 à 1960[7],[36],
- Raymond Lopez, de 1960 à 1965[7],
- Auguste Charles Sébastien Arsac (X1943), de 1965 à 1975[7],[37],
- Jean Jules Adrien Doulcier (X1946), de 1976 à 1994[7].

### Biologie
- Sylvain Blanquet, de 1984 à 2010
- Jean-Louis Martin, depuis 1997
- Claire Rougeulle, depuis 2018

### Informatique
- Olivier Blazy depuis 2021,
- Patrick Cousot de 1984 à 1997,
- Robert Cori (X1964), de 1992 à 2007,
- Jean-Jacques Lévy (X1966) de 1992 à 2008[38],
- Jean Vuillemin (X1968) de 1985 à 2001,
- Sam Toueg de 1999 à 2001,
- Gilles Dowek (X1985) de 2002 à 2010,
- Claire Kenyon de 2002 à 2006,
- Dale Miller de 2002 à 2006,
- Éric Goubault (X1986) de 2005 à aujourd'hui,
- François Morain (de) (X1983) de 2007 à aujourd'hui,
- Daniel Krob de 2009 à aujourd'hui,

## Chercheurs
- Claude Sabbah, mathématicien
- Claire Voisin, mathématicienne
- Hervé Arribart, physicien
- Bernard Drévillon, physicien
- Denis Gratias, physicien
- Pere Roca i Cabarrocas, physicien
- Patrick Lagadec, économiste

## Enseignants
Sont classés ici les enseignants à l'École polytechnique notables n'ayant pas été professeurs :
- Jean Audouze, astrophysicien
- Jacques Attali, économiste
- Christopher Pissarides, prix Nobel d'économie, membre du Conseil d'enseignement et de recherche de l'École polytechnique[39]
- Jean Delumeau, historien
- Émile Littré, philosophe[40]
- Élisabeth Badinter, philosophe[41]
- Louis-Joseph Girard, dessinateur